# Église Notre-Dame-du-Thil de Beauvais
L'église Notre-Dame du Thil de Beauvais est située dans le quartier du même nom à Beauvais, dans le département de l'Oise. Elle est affiliée à la paroisse Saint-Lucien de Beauvais-Nord.

## Historique
L’église actuelle était l'église paroissiale de la commune de Notre-Dame-du-Thil, annexée à Beauvais, en 1943. Sa fondation remonterait au haut Moyen Âge. La nef fut édifiée au XIe siècle, et le chœur au XIIIe. En 1592, l'édifice fut ravagé par un incendie et  fut restauré au XVIIe siècle, tandis que le clocher fut reconstruit entre 1744 et 1788.

## Caractéristiques
Construite en pierre sur un plan basilical et couverte de tuiles, l'église est surmontée d'un clocher quadrangulaire couvert d'ardoises à la croisée du transept et de la nef.

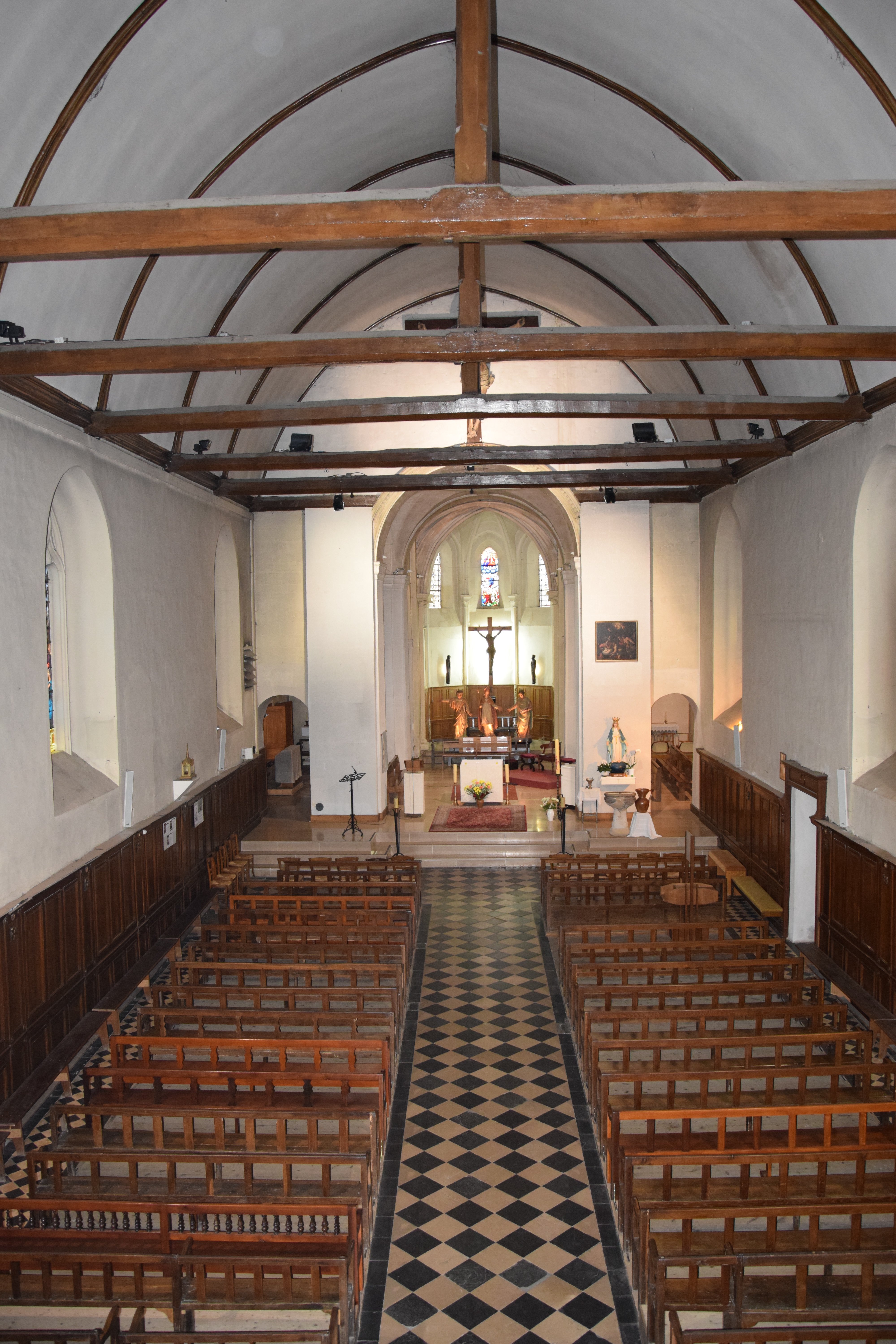
L'intérieur de l'église.